# Marcel Mayack
Marcel Richard Mayack II (né le 17 novembre 1990) est un athlète camerounais, spécialiste du triple saut. 

## Biographie
Il remporte la médaille de bronze des Jeux du Commonwealth de 2018, à Gold Coast, en portant son record personnel à 16,80 m.

## Palmarès
| Date | Compétition            | Lieu       | Résultat | Épreuve     | Temps   |
| ---- | ---------------------- | ---------- | -------- | ----------- | ------- |
| 2018 | Jeux du Commonwealth   | Gold Coast | 3e       | Triple saut | 16,80 m |
| 2018 | Championnats d'Afrique | Asaba      | 6e       | Triple saut | 16,40 m |
| 2018 | Championnats d'Afrique | Asaba      | 8e       | Longueur    | 7,69 m  |
| 2019 | Jeux africains         | Rabat      | 7e       | Triple saut | 15,99 m |

## Records
| Épreuve     | Temps   | Lieu       | Date          |
| ----------- | ------- | ---------- | ------------- |
| Longueur    | 8,03 m  | Bafoussam  | 2 mars 2019   |
| Triple saut | 16,80 m | Gold Coast | 14 avril 2018 |